# Unglücksbringer (Geschenk)

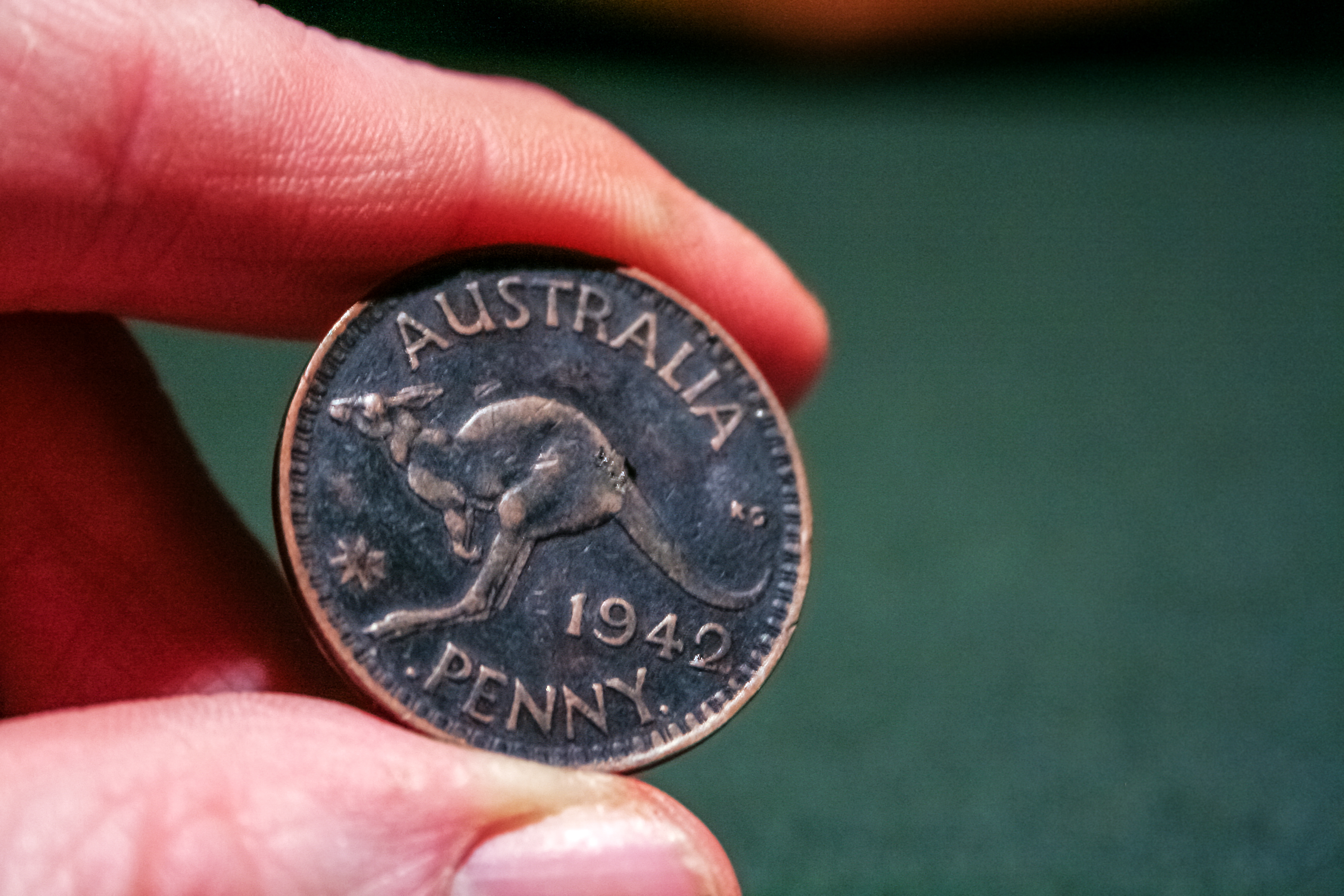
Bei angeblich Unglück bringenden Geschenken gilt häufig der „symbolische Kauf“ – der Austausch gegen eine geringwertige Münze, wie z. B. einen Penny – als Abwehr des Aberglaubens.

Als unglückbringendes Geschenk wird ein geschenktes Objekt verstanden, dem bestimmte Menschen unglückbringende Kräfte zusprechen. Solche Art des Aberglaubens ist in vielen Kulturen anzutreffen. Wie bei den im Volksglauben verwurzelten allgemeinen Unglücksbringern wird auch bei den betroffenen angeblich „gefährlichen“ Geschenken vielfach ein entsprechendes Gegenmittel präsentiert.
Zu den Geschenken, die als Unglück bringend angesehen werden, gehören insbesondere Messer, eine leere Geldbörse, Perlenketten oder Schuhe. Sie sind nicht zu verwechseln mit einem sogenannten Danaergeschenk, das sich für den Empfänger tatsächlich als unheilvoll oder schadenstiftend erweist.

## Hintergrund
Schenken gehöre zu den eher freundlichen Seiten unseres Lebens, konstatiert der Kultursoziologe Gerhard Schmied in seinem erstmals 1996 erschienenen Standardwerk Schenken. Über eine Form sozialen Handelns. Unter Bezug auf Georg Simmel, den Begründer der Kultursoziologie, klassifiziert Schmied darin das „Geschenk“ als eine „äußerliche Wechselwirkungsform, die sich unmittelbar an die Besitzfrage knüpfe“ und bezeichnet als dieser Form entsprechendes Motiv den „Altruismus“. Indes befasst sich Schmied dabei auch mit den „dunklen Seiten des Schenkens“ und beschreibt in diesem Zusammenhang unter anderem „gefährliche […] Geschenke“, bei denen der Aberglauben eine Rolle spielt. Der Aberglaube wisse viel vom Schenken, so Schmied, Geschenke können danach „Glück“ bringen – noch mehr wisse der Aberglaube jedoch von „den Gefahren, die im Geschenk lauern“.
Der Aberglaube – der „als irrig angesehene Glauben an die Wirksamkeit übernatürlicher Kräfte in bestimmten Menschen und Dingen“ – findet sich im Leben und Handeln von Menschen in allen Kulturen und Zeiten. Es gibt solche Vorstellungen unter anderem in kulturell allgemein anerkannten kollektiven Denkmustern und Riten, wie zum Beispiel hier speziell im Glauben an unglückbringende Geschenke.
Bei solchen Geschenken gilt häufig der „symbolische Kauf“ – der Austausch gegen eine geringwertige Münze, wie zum Beispiel einen Cent, Penny oder Rappen – als Abwehr des Aberglaubens.

## Beispiele

### Messer oder andere Schneidwerkzeuge

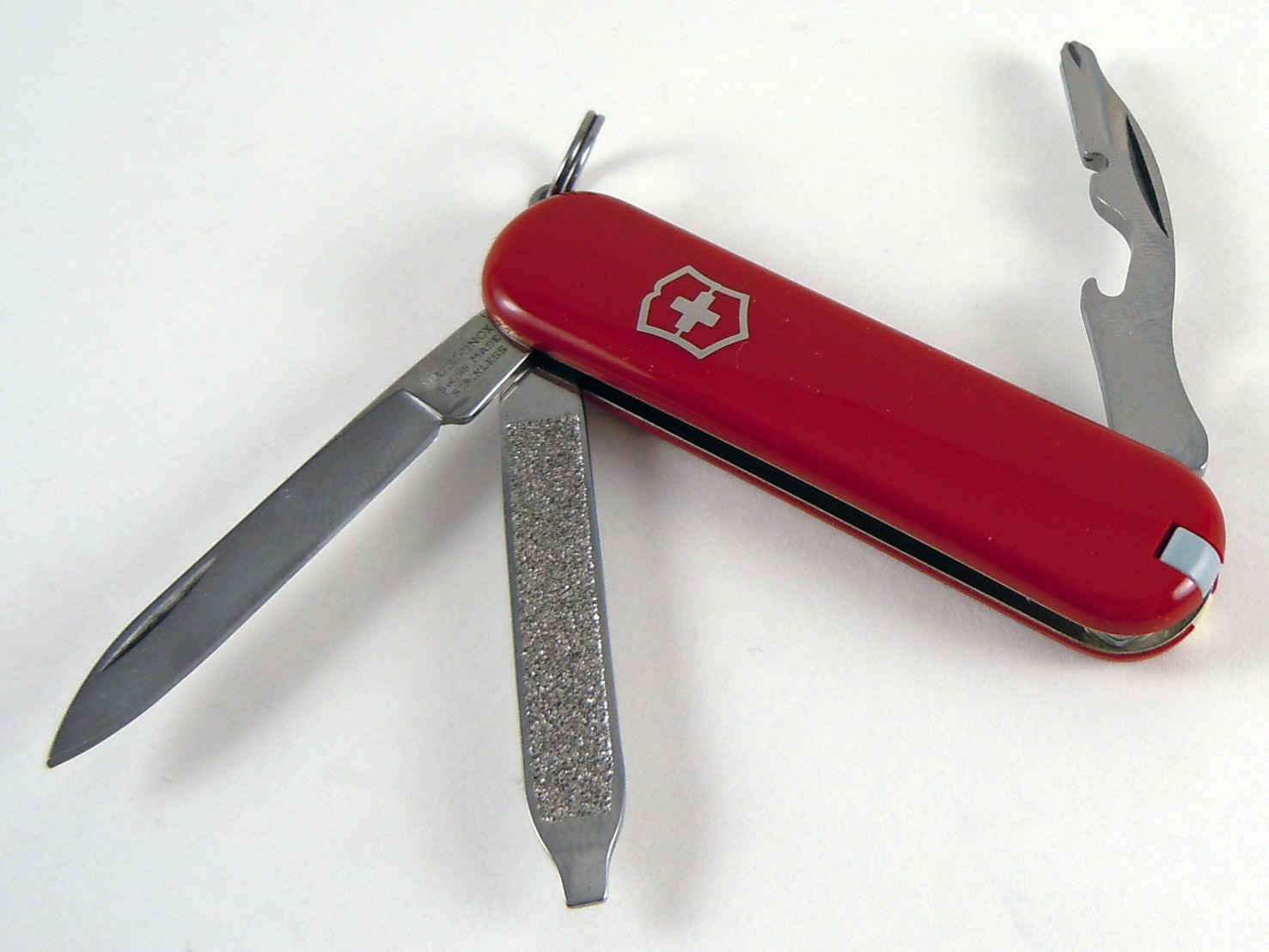
Ein typisches Schweizer Taschenmesser – Die Verkaufsverpackungen solcher Messer von Victorinox bzw. Wenger enthielten früher eine 1-Rappen-Münze.

Ein alter und weit verbreiteter Aberglaube besagt, dass man das „Band der Freundschaft“ zerschneidet, wenn man ein Messer oder eine Schere oder ein anderes Schneidwerkzeug verschenkt. Sofern die derartig beschenkte Person abergläubisch sei, könne sie jedoch die Freundschaft retten, indem sie dem Schenkenden ein Geldstück gibt. Mit einer Geldmünze, sei dessen Wert auch noch so gering, werde der symbolische Kauf sozusagen „besiegelt“. Dabei gelte, dass der Schenkende das Geldstück nicht ablehnen dürfe.
Dieser Aberglaube hat sich von Asien über Russland und Europa bis in die USA verbreitet und ist teils auch in anderen Ländern der Welt anzutreffen. Als Varianten zerschneidet ein Messergeschenk nicht nur Freundschaften, sondern auch Geschäftsbeziehungen enden nach einem Messer als Gastgeschenk erfolglos oder bei Hochzeitspaaren wird die Liebe zerschnitten. Nach einem anderen Mythos werde sich der Beschenkte an dem Messer schneiden, was auch für verschenkte Scheren gelte. Bei Taschenmessern sei es so, dass derjenige, der es geöffnet habe, es wieder schließen müsse. Andernfalls werde die Freundschaft ebenfalls zerschnitten, wenn eine andere Person das offene Taschenmesser zusammenklappe.
Die Herkunft des jahrhundertealten Aberglaubens ist unbekannt. Indes waren und sind Messer als eines der ersten Werkzeuge und zugleich Waffe ohnehin von einem eigenen Mythos umgeben („Messer sichern seit jeher das Überleben“) und Filmfiguren wie „Rambo“ oder „Crocodile Dundee“ wurden nicht zuletzt wegen ihrer Messer zu Filmhelden. Jacob Grimm vermerkte in seiner erstmals 1835 erschienenen Deutschen Mythologie, Band 3, als „Auszug aus neueren Sammlungen“ folgenden Aberglauben aus der Chemnitzer Rockenphilosophie: „der bräutigam soll seiner liebsten weder messer noch scheere schenken, sonst wird die liebe zerschnitten“. In verschiedenen neueren Veröffentlichungen zu Umgangsformen im Sinne des „Knigge“ findet sich in der Regel ebenfalls ein Hinweis auf den Aberglauben, dass ein Messergeschenk drohe, die Freundschaft zu zerschneiden.
Gegen jeden Aberglauben gibt es „glücklicherweise“ eine Abwehr, die sich zudem beim Schenken eines Messers in Form eines „symbolischen Kaufs“ auf der ganzen Welt ähnelt: Nach angloamerikanischer Überlieferung wird ein Penny direkt auf die Klinge geklebt, anderswo wird beim Verschenken eine Münze wie beispielsweise ein Cent dazugegeben oder der Verpackung beigelegt. So haben die Schweizer Messerhersteller Victorinox und Wenger noch vor einiger Zeit bei ihren als Geschenke beliebten Schweizer Taschenmessern den Messerverpackungen einen Rappen mit dazugelegt. Die Parker River Knife Company in Newbury in Massachusetts/USA verkauft ihre Messer weiterhin (Stand: 2020) mit einem aufgeklebten Penny-Geldstück. Der Beschenkte kann so das Messer sofort „kaufen“.
Der abergläubische Brauch, wonach das drohende Unglück beim Verschenken eines Messers durch eine Gegenleistung in Form eines kleinen Geldbetrags vorbeugend abgewendet werden könne, beschäftigt nicht nur Messerhersteller, sondern findet sich zudem wiederkehrend in Medienberichten, Blogs und Internetforen zu den Themenbereichen „Geschenke“ und „Messer“.
Ungeachtet des Aberglaubens gilt es in Finnland als große Ehre, ein Puukko – ein traditionelles finnisches Gürtel-Messer – als Geschenk zu erhalten, und in den USA schenken viele Eltern ihren Kindern zum Beginn des Erwachsenenalters ein Messer.

### Leere Geldbörse
Wer eine leere Geldbörse bzw. ein leeres Portemonnaie geschenkt bekommt, bleibt arm, besagt ein weit verbreiteter Aberglaube. Der Schenkende sollte deshalb immer einen Glückscent in die Geldbörse legen, damit sich das Geld vermehrt.

### Perlenketten
Wie ein verbreiteter Aberglaube besagt, sollte man keine Perlen schenken, da für jede geschenkte Perle bei der beschenkten Person angeblich Tränen fließen. Es gibt jedoch viele Varianten dieses Aberglaubens: In manchen Versionen dürfen keine Perlenketten geschenkt werden, während Ohrringe zum Beispiel erlaubt wären. Oder dieser Aberglaube tritt nur in Zusammenhang mit Hochzeiten auf – so solle ein Hochzeitskleid, das mit Perlen bestickt wurde, für eine tränenreiche Ehe stehen. Bei diesem Aberglauben wird kein Unterschied zwischen echten und unechten Perlen gemacht.

### Schuhe
Wenn eine Frau von ihrem Freund oder Partner Schuhe geschenkt bekommt, bedeutet dies nach einem Aberglauben, dass „sie wegläuft“. Als Abwehr gilt auch hier der „symbolische Kauf“: Wenn die Frau dem Schenker einen Cent im Austausch für die Schuhe gibt, gelten sie als „abgekauft“. Die Frau wird demnach ihren Freund nicht verlassen.